# Carlos II de Borja
 (janvier 2020).
Améliorez-le ou discutez des points à vérifier. 
Carlos II de Borja (Gandia, 1530 - 16 juin 1592) est un diplomate espagnol.

## Biographie

### Famille
Il est le fils aîné de saint François Borgia et d’Éléonore de Castro, et le frère du Comte de Mayalde Juan de Borja y Castro. Il est né à Madrid mais a été envoyé à Gandia pour son éducation.
Il s'est marié en 1548 avec Magdalena de Centelles et Cardona, sœur et héritière du comte d'Oliva , avec qui il a eu un fils, Francisco Tomàs de Borja.

### Carrière politique
Il était fortement lié à la cour de Philippe II. Il a été ambassadeur à Gênes, puis vice-roi et capitaine général du Portugal.
Philippe II a visité son duché de Gandie en 1586.